# Тети Фауле (Торино)
Тети Фауле је насеље у Италији у округу Торино, региону Пијемонт.
Према процени из 2011. у насељу је живело 80 становника. Насеље се налази на надморској висини од 230 м.